# Aast, Pyrénées-Atlantiques
Aast este o comună franceză situată în departamentul Pyrénées-Atlantiques, în regiunea Nouvelle-Aquitaine.
Pronunția locală a numelui „Aast” este [a-s], cu un „a” puternic nazalizat și cu „t”-ul final mut.

## Geografie

### Localizare și comune limitrofe
Comuna Aast se află îndepartamentul Pyrénées-Atlantiques, în regiunea Nouvelle-Aquitaine, Franța.
Aast se situează la 27 km pe șosea de Pau, reședința departamentului, și la 15 km de Pontacq, centrul cantonului Vallées de l'Ousse et du Lagoin, de care comuna aparține din 2015. De asemenea, comuna face parte din zona de influență a orașului Tarbes.
Cele mai apropiate comune de Aast sunt: Gardères (2,0 km), Luquet (3,7 km), Séron (3,8 km), Saubole (3,8 km), Ponson-Dessus (4,1 km), Eslourenties-Daban (4,4 km), Oroix (5,0 km) și Ger (5,1 km).
| Saubole                    | Séron (Hautes-Pyrénées) |               |
| Gardères (Hautes-Pyrénées) |                         | Ponson-Dessus |
|                            | Ger                     |               |

Satul, situat pe platoul Ger, este format din aproximativ cincisprezece case răspândite și se învecinează cu cele două enclave ale departamentului Hautes-Pyrénées, aflate la estul departamentului: Gardères și Séron, enclave ale departamentului Hautes-Pyrénées în departamentul Pyrénées-Atlantiques.

### Hidrografie

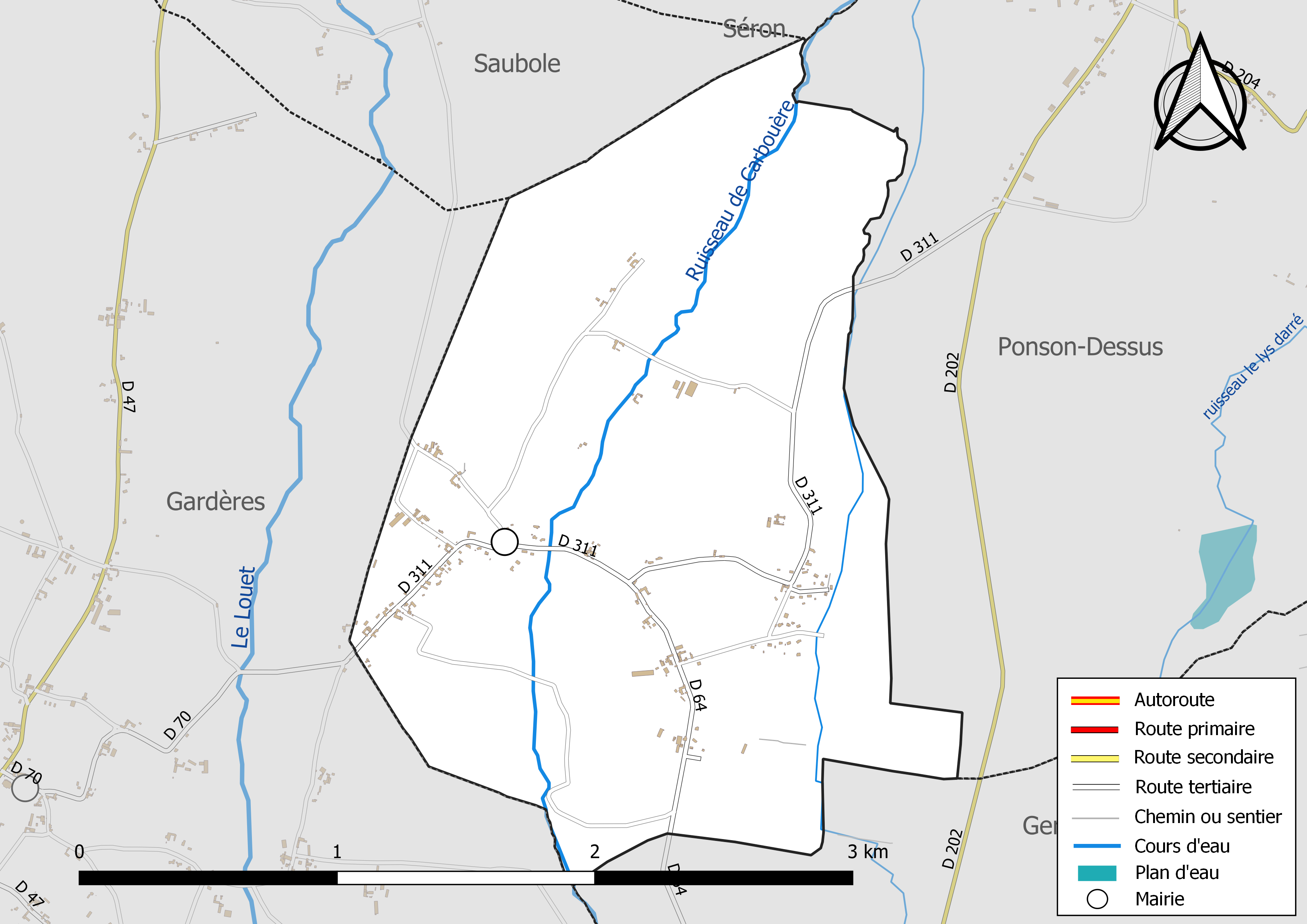
Aast, rețele hidrografice și rutiere.

Comuna este drenată de râul Carbouère și de un mic curs de apă, formând o rețea hidrografică cu o lungime totală de 5,23 km.
Carbouère, cu o lungime totală de 17,3 km, își are izvorul în comuna Ger și curge de la sud la nord. Traversează comuna în partea sa centrală și se varsă în râul Louet la Bentayou-Sérée, după ce a traversat 10 comune.

### Clima
Din punct de vedere istoric, comuna este expusă unui climat montan. În 2020, Météo-France a publicat o tipologie a climei din Franța metropolitană, conform căreia comuna este expusă unui climat montan și se află în regiunea climatică Pyrénées-Atlantiques, caracterizată prin precipitații abundente (>1.200 mm/an) în toate anotimpurile, ierni foarte blânde (7,5 °C în zonele de câmpie) și vânturi slabe.
Pentru perioada 1971-2000, temperatura medie anuală este de 12,2 °C, cu o amplitudine termică anuală de 14,6 °C. Cantitatea medie anuală de precipitații este de 1.181 mm, cu 10,7 zile de precipitații în ianuarie și 8,8 zile în iulie. Pentru perioada 1991-2020, temperatura medie anuală observată la stația meteorologică cea mai apropiată, situată în comuna Ger, la 5 km în linie dreaptă, este de 12,4 °C, iar cantitatea medie anuală de precipitații este de 1.344,5 mm. În ceea ce privește viitorul, parametrii climatici estimați pentru anul 2050, conform diferitelor scenarii de emisii de gaze cu efect de seră, pot fi consultați pe un site dedicat publicat de Météo-France în noiembrie 2022.

## Urbanism

### Tipologie
La 1 ianuarie 2024, Aast este clasificată drept comună rurală cu habitat dispersat, conform noii grile comunale de densitate cu șapte niveluri, definită de INSEE (Institutul Național de Statistică și Studii Economice) în 2022. Ea este situată în afara oricărei unități urbane. De asemenea, comuna face parte din zona metropolitană a orașului Pau, din care este o comună periferică. Această zonă, care cuprinde 227 de comune, este clasificată în categoria zonelor cu o populație cuprinsă între 200.000 și mai puțin de 700.000 de locuitori.

### Utilizarea terenului
Utilizarea terenurilor în comună, conform bazei de date europene privind ocuparea biogeofizică a solurilor Corine Land Cover (CLC), este marcată de importanța teritoriilor agricole (100% în 2018), o proporție identică cu cea din 1990 (100%). Distribuția detaliată în 2018 este următoarea: terenuri arabile (72,5%) și zone agricole eterogene (27,5%). Evoluția ocupării terenurilor în comună și a infrastructurilor sale poate fi observată pe diferitele reprezentări cartografice ale teritoriului: harta Cassini (secolul XVIII), harta de stat-major (1820-1866) și hărțile sau fotografiile aeriene ale IGN pentru perioada actuală (1950 până în prezent).

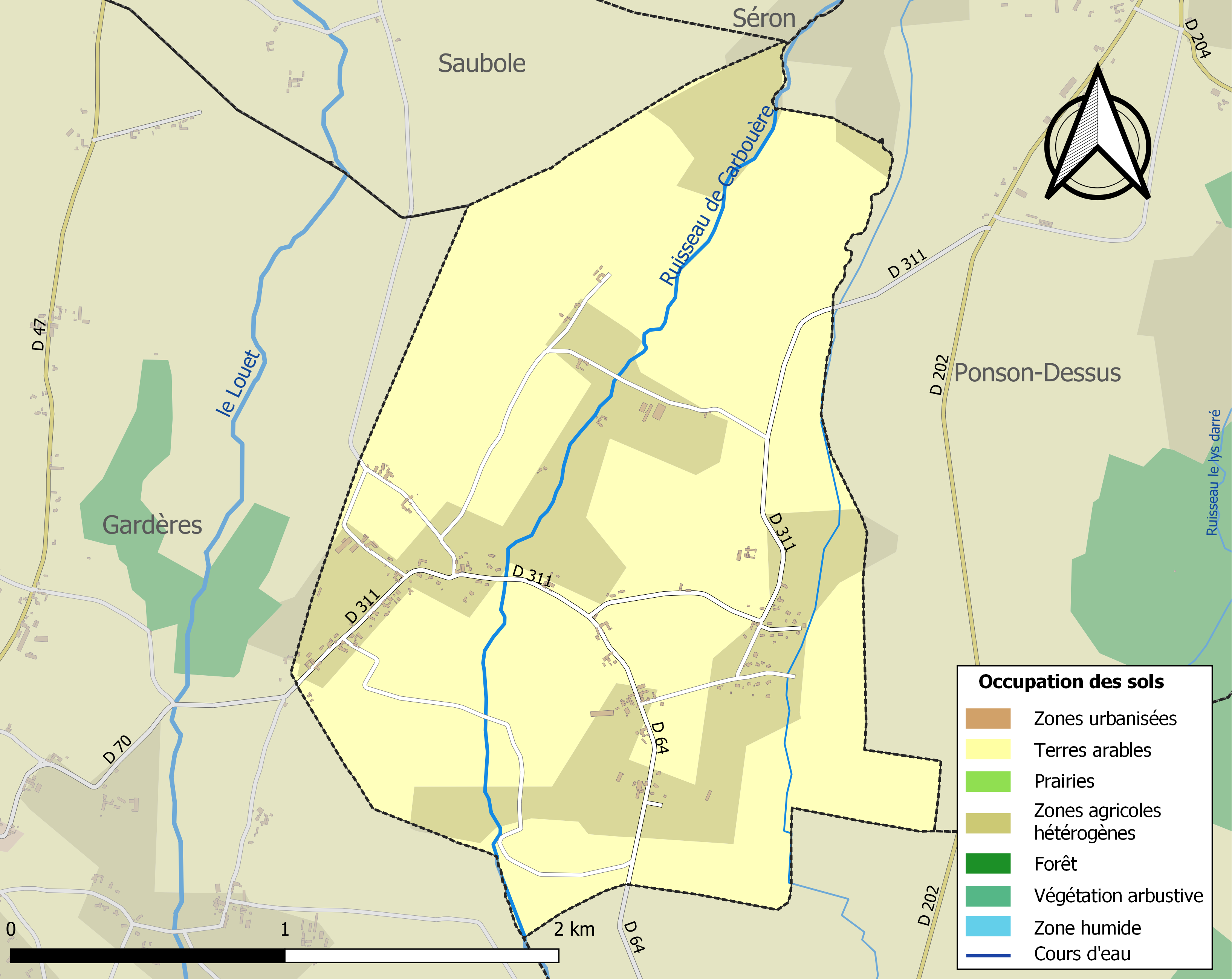
Harta infrastructurii și utilizării terenului a comunei în 2018 (CLC).

### Riscuri majore
Teritoriul comunei Aast este vulnerabil la diferite riscuri naturale: fenomene meteorologice (furtună, furtună cu descărcări electrice, ninsoare, frig extrem, caniculă sau secetă) și cutremure (seismicitate moderată). Un site publicat de BRGM (Biroul de Cercetări Geologice și Miniere) permite evaluarea rapidă și simplă a riscurilor pentru o proprietate, fie pe baza adresei, fie pe baza numărului parcelei.

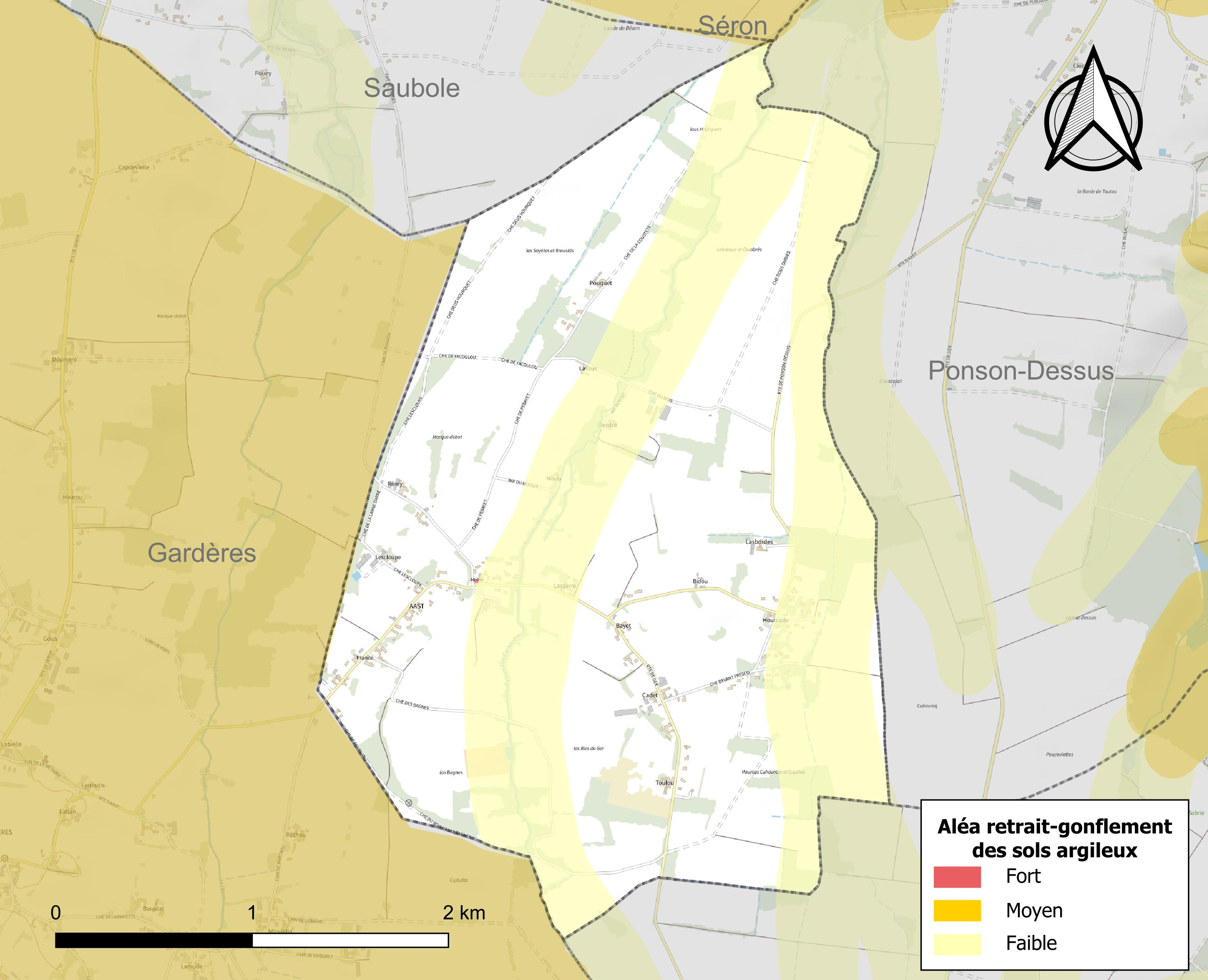
Harta zonelor de risc de contracție-umflare ale solurilor argiloase Aast.

Fenomenul de retragere și umflare a solurilor argiloase poate provoca daune semnificative clădirilor, în special în cazul alternanței dintre perioade de secetă și ploaie. În comuna Aast, doar 0,1% din suprafață este clasificată ca având un risc mediu sau ridicat (comparativ cu 59% la nivel departamental și 48,5% la nivel național). Începând cu 1 octombrie 2020, conform legii ELAN, diverse constrângeri se aplică vânzătorilor, dezvoltatorilor sau constructorilor de imobile situate în zone clasificate cu risc mediu sau ridicat.
Comuna a fost recunoscută ca fiind în stare de catastrofă naturală din cauza daunelor provocate de inundațiile și alunecările de noroi care au avut loc în anii 1982 și 2009.

### Căi de comunicație și transport
Comuna Aast este deservită de drumurile departamentale D311/D70, care vin din Gardères și merg spre Ponson-Dessus, precum și de D64, care vine din Ger.

## Toponimie
Toponimul Aast apare sub diferite forme de-a lungul timpului: Hast (1429, în registrul censier de Montaner), Ast (1544, în reformarea din Béarn) și Aast (sfârșitul secolului al XVIII-lea, pe harta Cassini).
Conform lui Dauzat și Rostaing, Aast provine din bască ast, care înseamnă „stâncă”. Michel Grosclaude sugerează că numele comunei derivă dintr-un antroponim compus din Aner + Aster. Brigitte Jobbé-Duval amintește că în 1429, Aast apare sub forma Hast, care înseamnă „lance” și avansează că Aast ar putea aminti de o bătălie care s-ar fi desfășurat acolo. Jacques Lemoine derivă toponimul Aast din limba béarnais aste, care înseamnă „stâlp, spiță”, amintind probabil de existența într-o zonă apropiată a unui loc unde se tăiau prăjini, stâlpi și alte obiecte de acest fel.
Aast este prima comună franceză în ordine alfabetică (Zuytpeene fiind ultima). În trecut, Aas, o altă comună din Basses-Pyrénées, avea această particularitate până în 1861, când s-a combinat cu comuna Assouste pentru a forma noua comună Eaux-Bonnes.

## Istorie
Domeniul Aast, cumpărat în 1410 de Bernard de Coarraze, a aparținut familiilor Monet (1610), Lacaze (1631), Incamps și apoi Day din 1674 până la Revoluție. Abația laică, care nu era localizată pe teritoriul comunei, aparținea în 1569 familiei Labat și a fost desființată în 1791. Domeniul Aast a fost deținut de familia Day din 1674 până la Revoluție. În 1678, Jérome de Day, consilier al regelui, a achiziționat mănăstirea și zeciuiala, precum și drepturile de patronaj; aceste drepturi includeau numirea preotului, încasarea unei părți din zeciuială, ocuparea locului în cor, primirea pâinii binecuvântate înaintea altora și a fi îngropat în biserică.

## Populația și societatea

### Date demografice
Evoluția numărului de locuitori este cunoscută prin recensămintele populației efectuate în comuna respectivă începând din 1793. Pentru comunele cu mai puțin de 10 000 de locuitori, un recensământ al întregii populații este realizat la fiecare cinci ani, populațiile legale pentru anii intermediari fiind estimate prin interpolare sau extrapolare. Pentru comuna Aast, primul recensământ exhaustiv în cadrul noului dispozitiv a fost realizat în 2008.
În 2021, comuna avea 189 de locuitori, înregistrând o creștere de +9,25% față de 2015 (Pyrénées-Atlantiques: +3,43%, Franța fără Mayotte: +1,84%).
| An        | 1793 | 1821 | 1841 | 1856 | 1876 | 1886 | 1901 | 1921 | 1936 | 1962 | 1982 | 2006 | 2013 | 2021 |
| --------- | ---- | ---- | ---- | ---- | ---- | ---- | ---- | ---- | ---- | ---- | ---- | ---- | ---- | ---- |
| Populație | 140  | 173  | 167  | 220  | 199  | 183  | 186  | 160  | 140  | 140  | 140  | 182  | 178  | 189  |

## Cultura și patrimoniul local

### Locuri si monumente

#### Patrimoniul civil
Comuna prezintă un ansamblu de ferme din secolele XVIII și XIX, în special în zona numită Bayet.

#### Monumente religioase
O biserică a fost arsă pe 6 august 1569. Dedicată sfântului Martin de Tours, biserica a fost construită în 1854, sub Napoleon al III-lea, în timpul administrației primarului Barthélémy Lassus. Recent renovată de artistul pictor Villarubias, biserica poate fi admirată pentru, printre altele, două tablouri din secolul al XIX-lea de Lataste. Biserica adăpostește, de asemenea, mobilier, vitralii, tablouri, statui și obiecte înscrise în inventarul general al patrimoniului cultural.
- Biserica Saint-Martin din Aast. Clădirea este inclusă în baza de date Mérimée[n 9] și în Inventarul general al Regiunii Nouvelle-Aquitaine. Numeroase obiecte sunt, de asemenea, incluse în baza de date Palissy (consultați notele asociate)[57].